# Кишка, Януш
Я́нуш Ки́шка (пол. Janusz Kiszka; 1586 — 13 января 1654, Кривичи, Ошмянский повет Виленского воеводства) — военный и государственный деятель Великого княжества Литовского и Речи Посполитой из рода Кишек, староста парнавский (1610), полоцкий воевода (1621—1654), польный гетман литовский (1635—1646), великий гетман литовский (1646—1654).

## Биография
Происходит из старинного шляхетского рода Кишек герба «Дуброва», впервые упомянутого в Подляшье. Отец — генеральный староста жемайтский Станислав III Кишка (1549—1619), мать — Эльжбета Сапега. Братья — епископ жемайтский Станислав IV Кишка (1584—1626), воевода мстиславский и каштелян трокский Николай II Кишка (1588—1644), воевода мстиславский и витебский Кшиштоф Кишка (ум. 1646). Жена — Кристина Друцкая-Соколинская, детей не имел.
Отец являлся сторонником церковной унии. 1 июля 1642 года Януш Кишка, полоцкий воевода, в одном из документов упомянул: «Дабы совершалось непрестанное богослужение Всевышнему, отец мой соорудил Кривичскую Свято-Троицкую церковь…»
Во время обучения в Виленском университете перешёл из кальвинизма в католичество. В 1604 году участвовал в походе литовских войск гетмана Яна Ходкевича в Ливонию. В 1605 году во время войны со Швецией участвовал в Кирхгольмском сражении, в 1609 году — в Балтакменской и Парнавской битвах, после чего король Сигизмунд Ваза назначил его старостой Парнавским.
Участвовал в Русско-польской войне 1605—1618 годов, во взятии литовскими войсками Смоленска в 1611 году и в походе Ходкевича на Москву. В 1615 году одновременно с рейдом Лисовского совершил рейд до Стародуба. Позднее принимал участие в войне с Османской империей (1620—1621). Был участником битвы под Хотином в 1621 году. С 1621 года служил полоцким воеводой. В 1622 году воевал со шведами под Митавой.
В 1624-1626 годах учился в Падуанском университете вместе с оршанским старостой Александром Теодатом Сапегой и Станиславом Рудоминой. 4 марта 1625 года в Падуе встретился с принцем Владиславом Вазой, который в то время путешествовал за границей. Януш Кишка сопровождал Вазу в Венецию. Во время войны с Россией (1632-1634) участвовал в обороне Полоцка и Смоленска. В 1635 году Владиславом IV назначен гетманом польным литовским. В 1640 году Януш Кишка был назначен старостой Дрисским. С 17 апреля 1646 года — гетман великий литовский. Принимал участие в подавлении казацких восстаний.
В 1620 году основал католический костёл в местечке Солы Ошмянского повета. В 1633—1643 годах в Будславе был построен каменный костел, основателем которого также являлся Януш Кишка.
Был женат на Кристине Друцкой-Соколинской, но потомства не оставил. В качестве приданого получил большое имение возле местечка Долгинова, которое в 1635 году Януш Кишка продал униатскому митрополиту Вениамину (Юзефу) Руцкому за 20 тысяч коп литовских монет[уточнить] «на нужды Божьей Церкви и метрополии». Его жена умерла в 1640 году. В связи с её смертью в Вильне была издана книга «Жалобные тени на ясных лучах».
В конце жизни гетман часто болел. Он умер 13 января 1654 года бездетным в своем родовом имении возле местечка Кривичи (совр. Мядельский район, Минская область).
Два его младших брата, Николай и Криштоф, не имели потомков мужского пола, старший брат — Станислав, будучи католическим священником и позднее епископом, — также детей не имел. После их смерти большинство владений рода Кишек перешло к Радзивиллам.